# Niccolò Belloni
Niccolò Belloni (Massa, 10 luglio 1994) è un calciatore italiano, centrocampista della Carrarese.

## Caratteristiche tecniche
Ala destra di piede mancino, può essere altresì utilizzato sulla fascia di centrocampo; spesso è stato schierato anche come trequartista. Molto dotato tecnicamente, è abile nel dribbling e nell'uno contro uno.

## Carriera

### Club

#### Gli inizi
Dopo aver iniziato a giocare nelle giovanili dello Spezia, nel 2008 viene tesserato dall'Inter, dove rimane per cinque anni. Messosi in mostra con la formazione Primavera, viene convocato varie volte in prima squadra, arrivando ad esordire con i nerazzurri il 17 aprile 2013, nella semifinale di ritorno di Coppa Italia persa per 2-3 contro la Roma.
Dopo aver svolto il ritiro estivo con la prima squadra, il 23 luglio 2013 passa in comproprietà al Modena, restando però ai margini della rosa degli emiliani. Riscattato dall'Inter, il 22 luglio 2014 si trasferisce a titolo temporaneo alla Pro Vercelli, con cui viene impiegato da titolare e ottiene 36 presenze totali.

#### I prestiti in Serie B
Il 13 agosto 2015 viene ceduto in prestito con diritto di opzione e contro-riscatto alla Ternana, disputando tuttavia una stagione abbastanza deludente. Il 1º luglio 2016 passa con la stessa formula all'Avellino, venendo utilizzato con regolarità nel corso dell'annata.

#### Carpi e Arezzo
Il 31 agosto 2017 passa, ancora in prestito, al Carpi; poco impiegato dagli emiliani, il 21 agosto 2018 si trasferisce a titolo definitivo all'Arezzo.

#### Nazionale
Dal 2012 al 2013 ha militato nell'Under-19 raccogliendo 6 presenze e segnando un gol contro l'Albania. Sempre nel 2013 il ct Alberico Evani lo convoca con l'Under-20 dove colleziona 4 presenze, dal 2014 al 2016 ha fatto parte della B Italia di Massimo Piscedda.

## Statistiche

### Presenze e reti nei club
Statistiche aggiornate al 13 maggio 2025.
| Stagione         | Squadra          | Campionato       | Campionato | Campionato | Coppe nazionali | Coppe nazionali | Coppe nazionali | Coppe continentali | Coppe continentali | Coppe continentali | Altre coppe | Altre coppe | Altre coppe | Totale | Totale |
| Stagione         | Squadra          | Comp             | Pres       | Reti       | Comp            | Pres            | Reti            | Comp               | Pres               | Reti               | Comp        | Pres        | Reti        | Pres   | Reti   |
| ---------------- | ---------------- | ---------------- | ---------- | ---------- | --------------- | --------------- | --------------- | ------------------ | ------------------ | ------------------ | ----------- | ----------- | ----------- | ------ | ------ |
| 2012-2013        | Inter            | A                | 0          | 0          | CI              | 1               | 0               | UEL                | 0                  | 0                  | -           | -           | -           | 1      | 0      |
| 2013-2014        | Modena           | B                | 7+1        | 1+0        | CI              | -               | -               | -                  | -                  | -                  | -           | -           | -           | 8      | 1      |
| 2014-2015        | Pro Vercelli     | B                | 35         | 2          | CI              | 1               | 0               | -                  | -                  | -                  | -           | -           | -           | 36     | 2      |
| 2015-2016        | Ternana          | B                | 20         | 2          | CI              | -               | -               | -                  | -                  | -                  | -           | -           | -           | 20     | 2      |
| 2016-2017        | Avellino         | B                | 30         | 1          | CI              | 0               | 0               | -                  | -                  | -                  | -           | -           | -           | 30     | 1      |
| 2017-2018        | Carpi            | B                | 11         | 0          | CI              | 0               | 0               | -                  | -                  | -                  | -           | -           | -           | 11     | 0      |
| 2018-2019        | Arezzo           | C                | 19+4       | 0+1        | CI-C            | -               | -               | -                  | -                  | -                  | -           | -           | -           | 23     | 1      |
| 2019-2020        | Arezzo           | C                | 25         | 4          | CI+CI-C         | 2+1             | 2+0             | -                  | -                  | -                  | -           | -           | -           | 28     | 6      |
| 2020-2021        | Arezzo           | C                | 16         | 3          | CI              | 1               | 1               | -                  | -                  | -                  | -           | -           | -           | 17     | 4      |
| Totale Arezzo    | Totale Arezzo    | Totale Arezzo    | 60+4       | 7+1        |                 | 4               | 3               |                    | -                  | -                  |             | -           | -           | 68     | 11     |
| 2021-2022        | Lucchese         | C                | 33+1       | 6+0        | CI-C            | -               | -               | -                  | -                  | -                  | -           | -           | -           | 34     | 6      |
| 2022-2023        | Siena            | C                | 34         | 3          | CI-C            | 0               | 0               | -                  | -                  | -                  | -           | -           | -           | 34     | 3      |
| 2023-2024        | Carrarese        | C                | 28+8       | 1+0        | CI-C            | 1               | 0               | -                  | -                  | -                  | -           | -           | -           | 37     | 1      |
| 2024-2025        | Carrarese        | B                | 21         | 0          | CI              | 2               | 0               | -                  | -                  | -                  | -           | -           | -           | 23     | 0      |
| Totale Carrarese | Totale Carrarese | Totale Carrarese | 49+8       | 1          |                 | 3               | 0               |                    | -                  | -                  |             | -           | -           | 60     | 1      |
| Totale carriera  | Totale carriera  | Totale carriera  | 279+14     | 23+1       |                 | 9               | 3               |                    | 0                  | 0                  |             | -           | -           | 302    | 27     |

## Palmarès

### Club

#### Competizioni giovanili
- Campionato Primavera: 1

Inter: 2011-2012
- NextGen Series: 1

Inter: 2011-2012
- Torneo Città di Arco: 1

Inter: 2011
- Campionato Giovanissimi Nazionali: 1

Inter: 2008-2009